# I. e. 190
Évszázadok: i. e. 3. század – i. e. 2. század – i. e. 1. század
Évtizedek: i. e. 240-es évek – i. e. 230-as évek – i. e. 220-as évek – i. e. 210-es évek – i. e. 200-as évek – i. e. 190-es évek – i. e. 180-as évek – i. e. 170-es évek – i. e. 160-as évek – i. e. 150-es évek – i. e. 140-es évek
Évek: i. e. 195 – i. e. 194 – i. e. 193 – i. e. 192 –  i. e. 191 – i. e. 190 – i. e. 189 – i. e. 188 – i. e. 187 – i. e. 186 – i. e. 185

## Események

### Róma
- Lucius Cornelius Scipiót és Caius Laeliust választják consulnak. Előbbi a sorshúzás mellőzésével (miután fivére, Scipio Africanus vállalkozott, hogy legatusként elkíséri) Görögországot, utóbbi Itáliát kapta.
- C. Laelius az észak-itáliai gall lázadás lezárásaként birtokba veszi a boiusok földjének felét, amelyet a békeszerződésben elvettek tőlük és ismét római coloniát hoz létre Cremonában és Placentiában.
- A Via Appiát meghosszabbítják Beneventumig és Venusiáig.

### Hellenisztikus birodalmak
- A római–szeleukida háborúban a rómaiakkal szövetséges rodosziak hajóhada az Eurümedón folyónál megfutamítják a Hannibál vezette szeleukida flottát.
- Ezt követően III. Antiokhosz szeleukida király hajóhada a müonésszoszi csatában is vereséget szenved a rómaiaktól.
- A rómaiakkal szövetséges V. Philipposz makedón király által fizetendő hadisarcot Róma elengedi és hazaengedi az addig túszként tartott fiát, Démétrioszt.
- Lucius Cornelius Scipio consul és fivére, Scipio Africanus a Hellészpontosznál átkel Kis-Ázsiába. Antiokhosz béketárgyalásokat kezdeményez, de a rómaiak azt követeli hogy adja fel birodalma Taurusz-hegységtől nyugatra eső részét. Antiokhosz ezt nem fogadja el, de a magnésziai csatában döntő vereséget szenved a római-pergamoni haderőtől.
- A magnésziai vereséget követően két örmény szatrapa, Artaxiasz és Zariadrész kinyilvánítja függetlenségét.

## Születések
- Cornelia Africana, Scipio Africanus lánya, az erényes római nő megtestesítője.
- Hipparkhosz, görög csillagász

## Halálozások
- Pergai Apollóniosz, görög matematikus és csillagász

## Fordítás
- Ez a szócikk részben vagy egészben  a(z)   190 BC című angol Wikipédia-szócikk ezen változatának fordításán alapul.  Az eredeti cikk szerkesztőit annak laptörténete sorolja fel. Ez a jelzés csupán a megfogalmazás eredetét és a szerzői jogokat jelzi, nem szolgál a cikkben szereplő információk forrásmegjelöléseként.